# Александровка (Читинський район)
Алекса́ндровка (рос. Александровка) — село у складі Читинського району Забайкальського краю, Росія. Адміністративний центр та єдиний населений пункт Александровського сільського поселення.

## Населення
Населення — 997 осіб (2010; 972 у 2002).
Національний склад (станом на 2002 рік):
- росіяни — 99 %